# ダイビル
ダイビル株式会社（英称：DAIBIRU Corporation）とは、日本の大阪府大阪市北区中之島に本社を置くデベロッパー（不動産の所有、管理および賃貸借）である。商船三井グループに属する。
ダイビルは旧称号ないし所有建物の旧名称「大阪ビルヂング」の略称であった「大ビル」の大（おお）をダイと読み替えたものである。

## 沿革
かつての大阪商船（現・商船三井）・宇治川電気（現・関西電力）・日本電力の3社共同で新社屋を建設する議が起こり、1923年（大正12年）に株式会社大阪ビルヂングとして設立。かくして1925年（大正14年）、大阪・中之島に大阪ビルヂング（現・ダイビル本館）を完成させた。のち1927年（昭和2年）には東京に進出し、内幸町に日比谷大阪ビルヂングを完成させた。
第二次世界大戦後、占領軍による上記2建物の接収を経て、1958年（昭和33年）・1961年（昭和36年）には新大阪ビルヂングを、1968年（昭和43年）には八重洲大阪ビルヂング（現・八重洲ダイビル）をそれぞれ建設した。1983年（昭和58年）には東京証券取引所第1部市場に上場した。
以後、東京23区、大阪市、札幌市、海外においてもさまざまな営業用建物を建設したり、他社建物を取得し貸事務所に改装するなどしながら営業活動を行っている。

## 年表
- 1923年（大正12年）10月9日 - 大阪商船（現・商船三井）・宇治川電気（現・関西電力）・日本電力の3社は資本金300万円をもって株式会社大阪ビルヂングを設立（同15日設立登記）。
- 1925年（大正14年）9月17日 - 大阪・中之島に大阪ビルヂングを建設。
- 1927年（昭和2年）7月31日 - 東京・内幸町に日比谷大阪ビルヂングを建設。
- 1945年（昭和20年）10月22日 - 商号を大阪建物株式会社と改める。
- 1958年（昭和33年）4月30日 - 大阪・堂島浜に新大阪ビルヂングを建設。
- 1967年（昭和42年）8月25日 - 東京・京橋に八重洲大阪ビルヂングを建設。
- 1984年（昭和59年）9月30日 - 堂島ダイビル（ANAクラウンプラザホテル大阪）を建設。
- 1991年（平成3年）11月29日 - 日比谷ダイビルを建て替え。
- 1992年（平成4年）1月1日 - 商号をダイビル株式会社と改める。
- 2000年（平成12年）2月 - 東京都新宿区の新宿ダイビル（新宿アルタ館）を購入。
- 2005年（平成17年）3月 - 東京・秋葉原に秋葉原ダイビルを建設。
- 2009年（平成21年）
  - 3月 - 大阪市北区に中之島ダイビルを建設。
  - 7月 - 大阪市西区に土佐堀ダイビルを建設。
- 2012年（平成24年）1月 - ベトナムのホーチミン市にてサイゴン・タワーを取得。
- 2013年（平成25年）3月 - ダイビルを建て替え。
- 2014年（平成26年）7月 - ベトナムのハノイ市にてコーナーストーン・ビルディングを取得。
- 2015年（平成27年）3月 - 新ダイビルを建て替え。
- 2019年（令和元年）10月
  - 東京都千代田区秋葉原にBiTO AKIBAを建設。
  - 北海道札幌市でPIVOT・ペンタグラムビル・桂和MTビルを取得。
- 2021年（令和3年）12月1日 - 商船三井が当社の完全子会社化を前提とした株式公開買付け（TOB）を実施[3]。
- 2022年（令和4年）
  - 1月19日 - 商船三井によるTOBが成立したことを発表。同月25日付で同社による出資比率が82.60%に引き上げ[3][4]。
  - 4月26日 - 東京証券取引所スタンダード市場上場廃止[5]。
  - 4月28日 - 株式併合により、商船三井の完全子会社となる。

## 所有ビル

### 大阪
- ダイビル（現在はダイビル本館、詳細は後述）
- 新ダイビル
- 堂島ダイビル（ANAクラウンプラザホテル大阪）
- 梅田ダイビル
- 御堂筋ダイビル
- 淀屋橋ダイビル
- 淡路町ダイビル
- 堂北ダイビル
- 北梅田ダイビル
- 中之島ダイビル
- 土佐堀ダイビル
- 新「ダイビル本館」（2014年3月竣工）

### 東京
- 日比谷ダイビル
- 秋葉原ダイビル（秋葉原クロスフィールド）
- 商船三井ビルディング（虎ノ門ダイビル。商船三井の本社ビル）
- 八重洲ダイビル
- 麹町ダイビル
- 新宿ダイビル（新宿アルタ）
- 芝ダイビル
- 三田日東ダイビル
- 内幸町ダイビル
- 大手町ファーストスクエア

### 札幌
- ダイビルPIVOT（2023年に閉館・解体予定[6]）
- ダイビルPIVOT南館（旧桂和MTビル、2023年に閉館・解体予定[6]）
- ダイビルPIVOT西館

### ベトナム
- コーナーストーン・ビルディング
- サイゴンタワー

### ダイビル本館（旧）
大阪市北区中之島に1925年（大正14年）9月に建設された大規模な事務所ビルである。設計は渡辺節による。
低層部には村野藤吾デザインによる竜山石製の奇怪な装飾彫刻が見られ、このため「ネオ・ロマネスク様式の名建築」と評価された。この装飾彫刻に目が奪われがちであるが、全体を冷静に眺めれば、特に外壁に開けられた窓のプロポーションと配置は絶妙で、単にネオ・ロマネスク様式と片付けられない美点を持っているため、様式建築であることを否定して「近代建築の名作」との評価もある。
8階建てで、エレベーターも8階までだが階段で9階に上がり、屋上に出る前に9階の貸し部屋が存在していた。また地下には鉄格子扉で仕切られた小部屋が36室存在し、見た目は窓のない独房のように見えるが入居企業の物置として貸し出しをされていた。
ダイビル、商船三井、関西電力は老朽化（現代の技術では補修補強可能）および土地利用の見地から本物件の取り壊し・超高層ビルへの建て替え計画を発表し、歴史的に重要な建築物の保存の見地から論議となった。

しかし、2009年11月末に解体工事を始め、跡地には2013年3月、地上22階・地下2階建て（延床面積48,198平方メートル）のダイビル本館が竣工した。低層部は旧館の外装に使っていたレンガの85パーセント、石の装飾彫刻をできるかぎり再利用して、評価の高い外観やエントランスホールを残すように配慮したものとなっている。また、新ビルは旧ビルの新館部分（1937年7月竣工、東側の白い外壁の部分）へセットバックしたような位置へ建設され、西側には中之島四季の丘が設けられている。

## 主なアワード
- 新ダイビルの敷地は、第三者認証としてJHEP認証制度における最高ランク（AAA）を受けている。

## ギャラリー

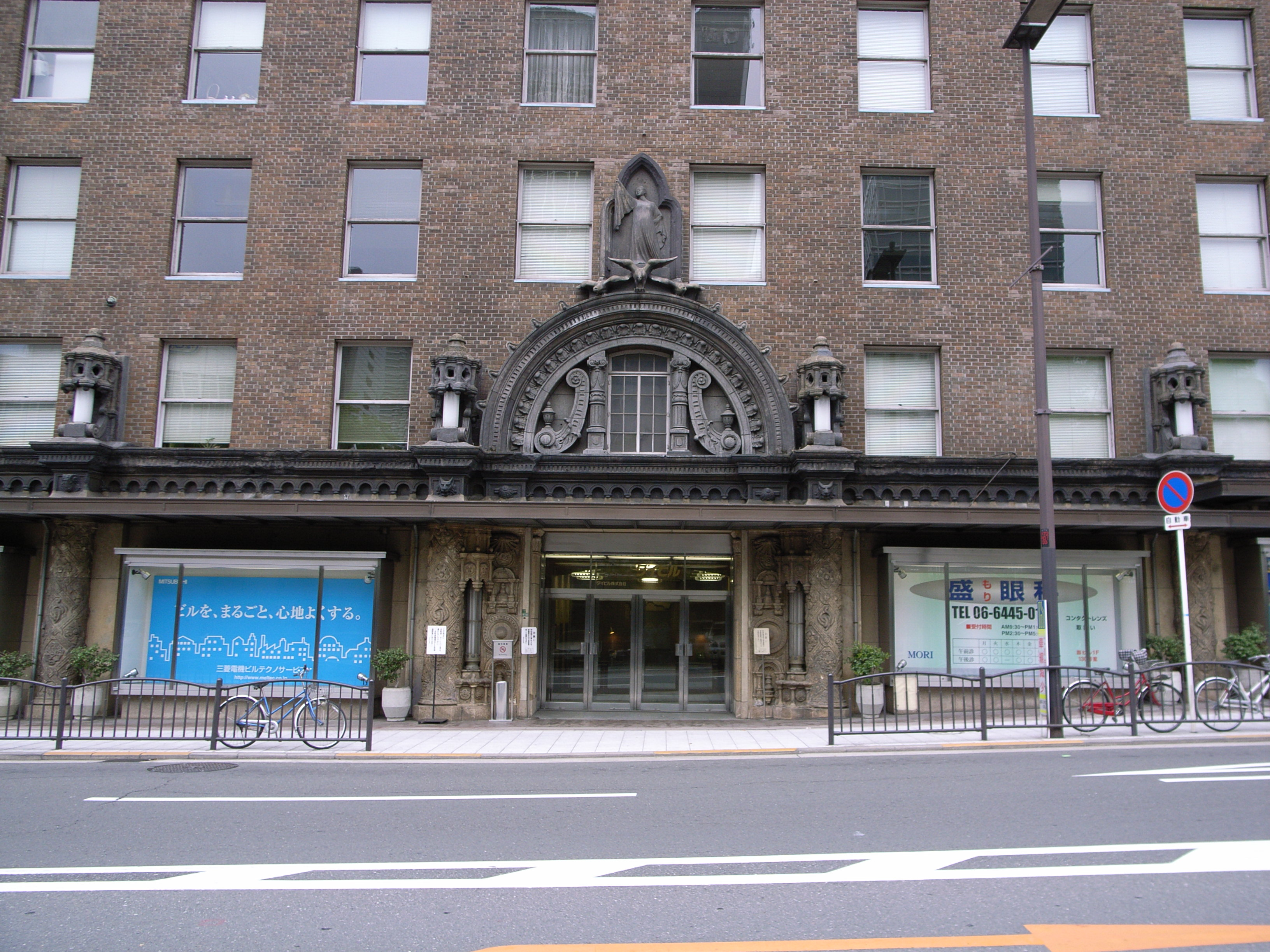
ダイビル本館＝中之島通側玄関
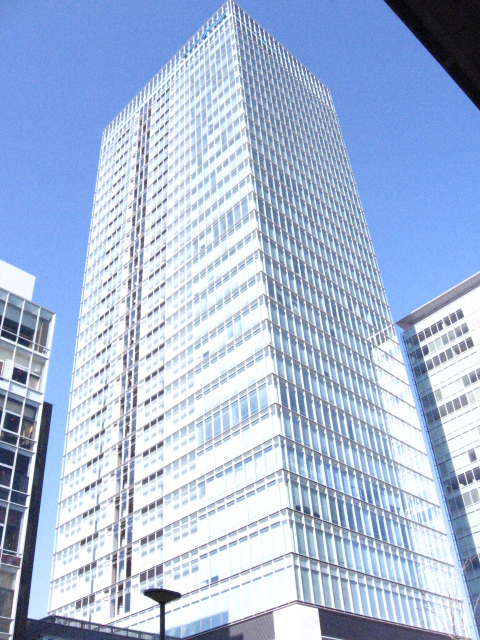
秋葉原ダイビル
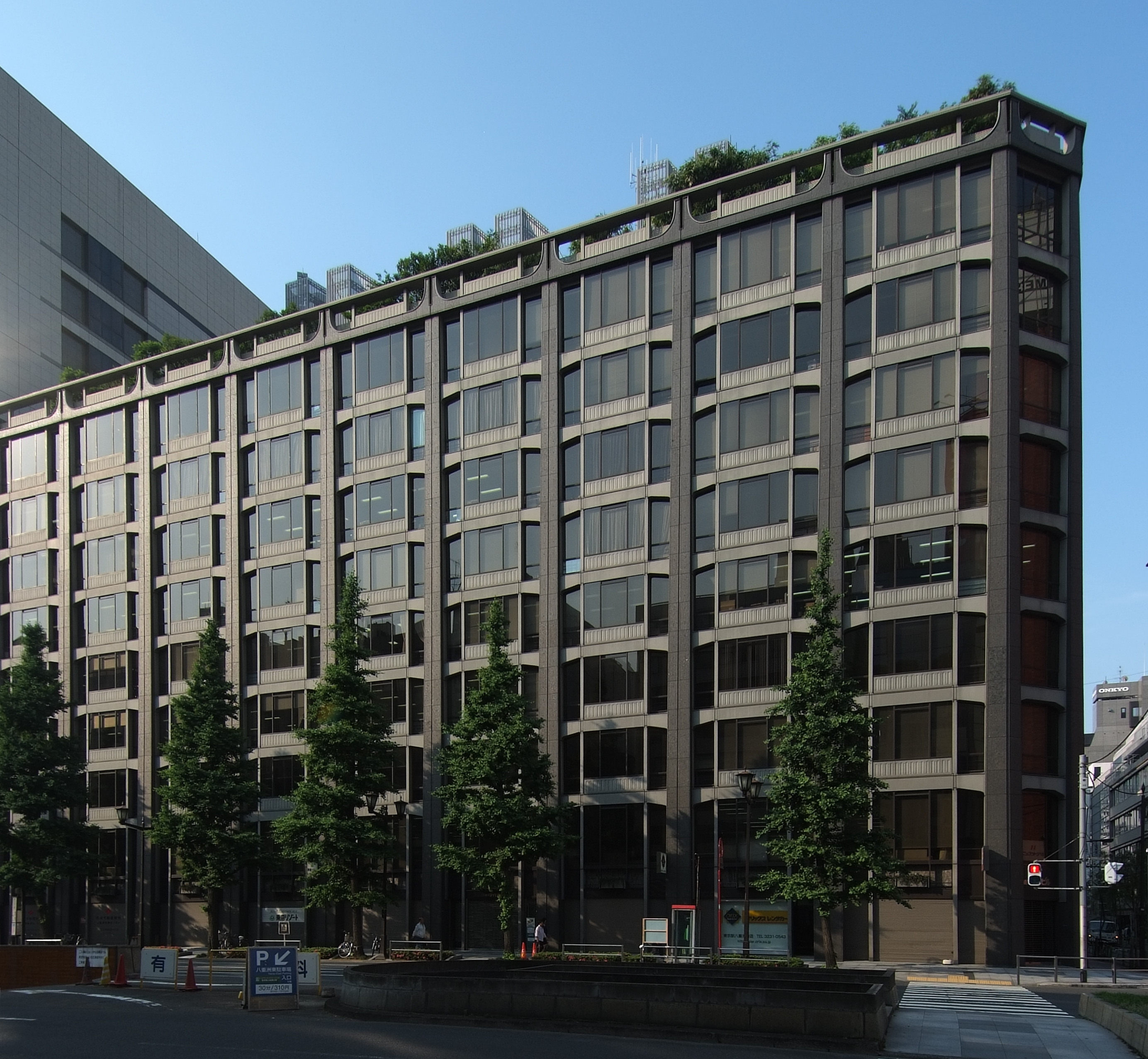
八重洲ダイビル
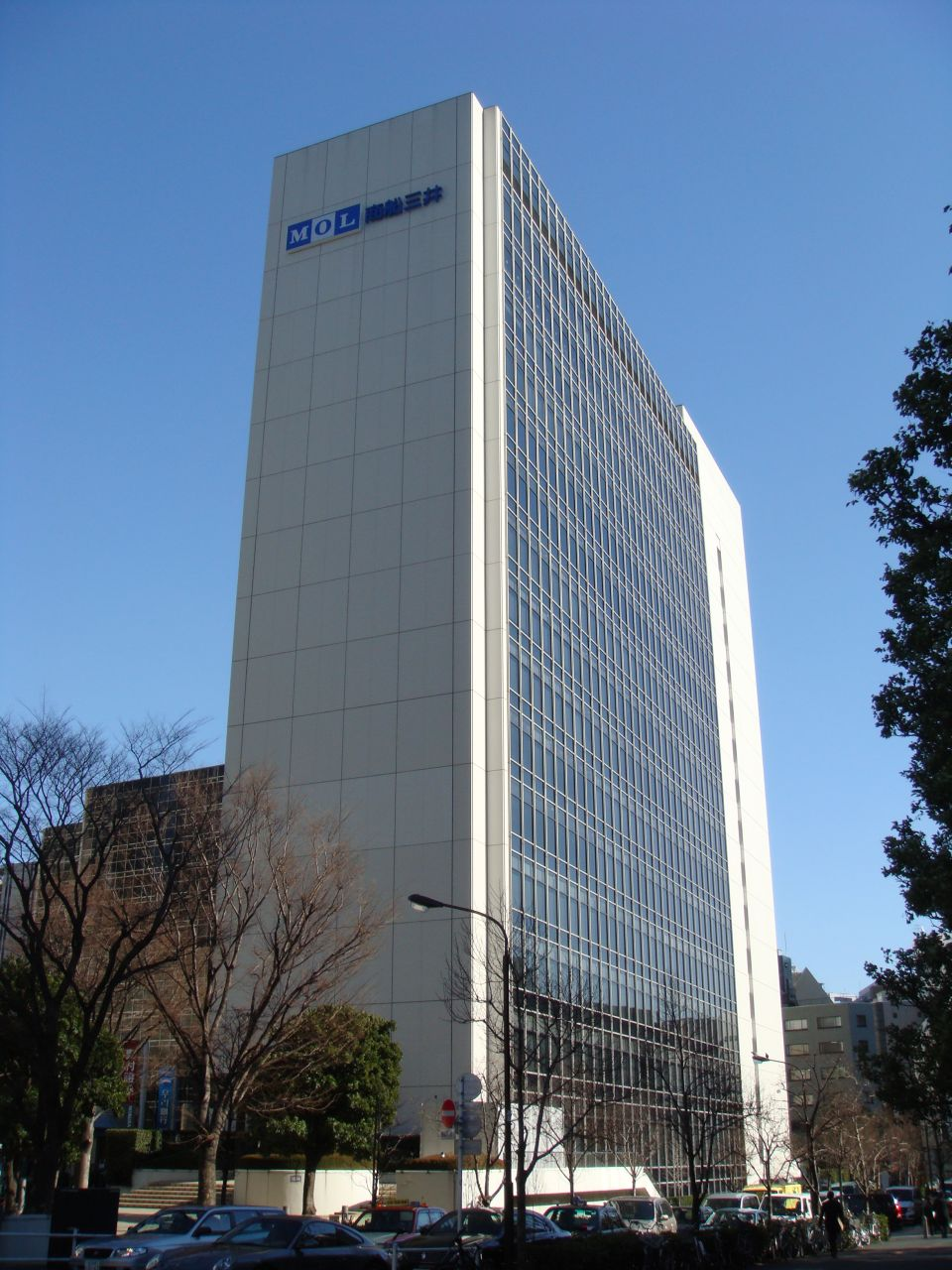
商船三井ビル（虎ノ門ダイビル）
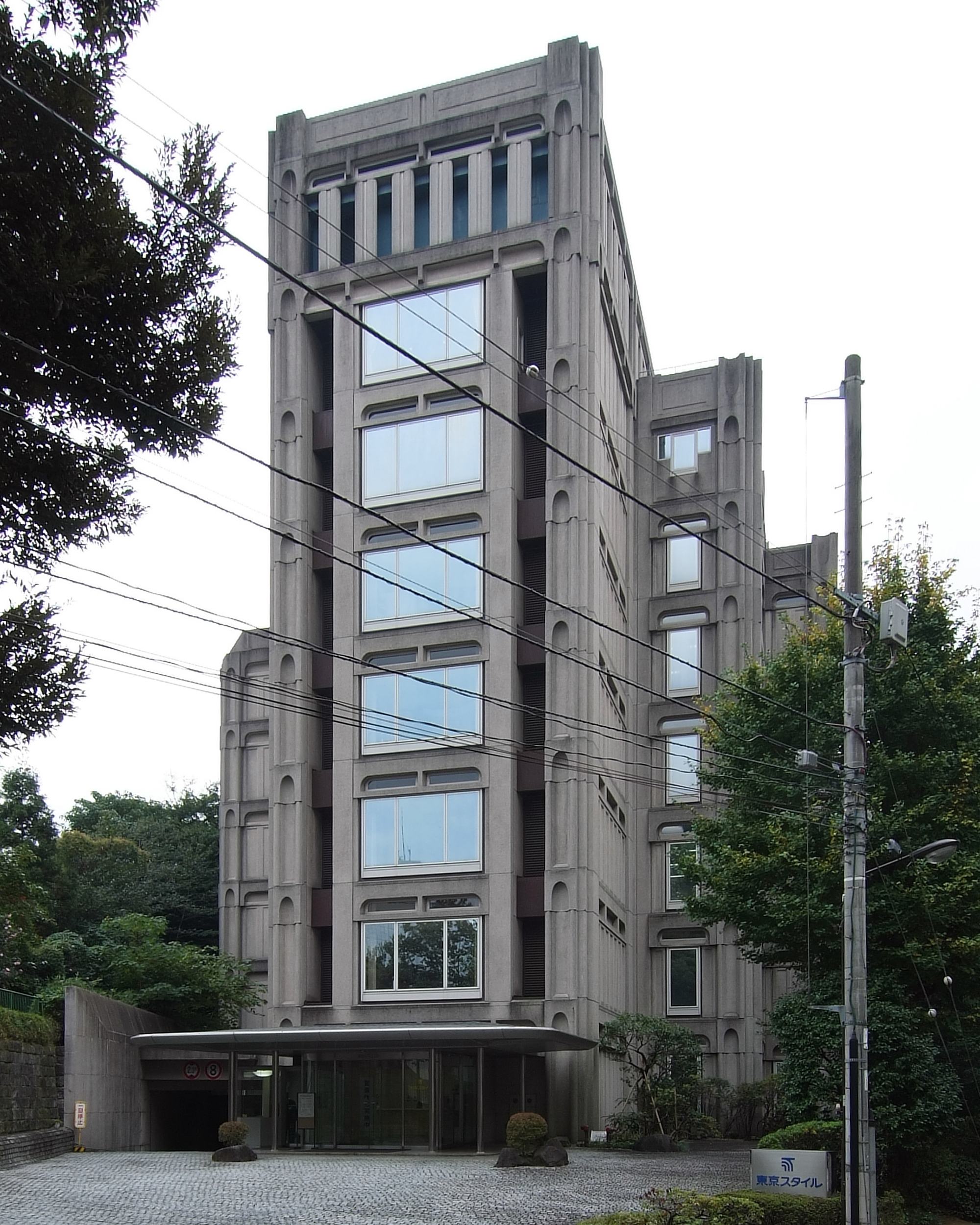
麹町ダイビル
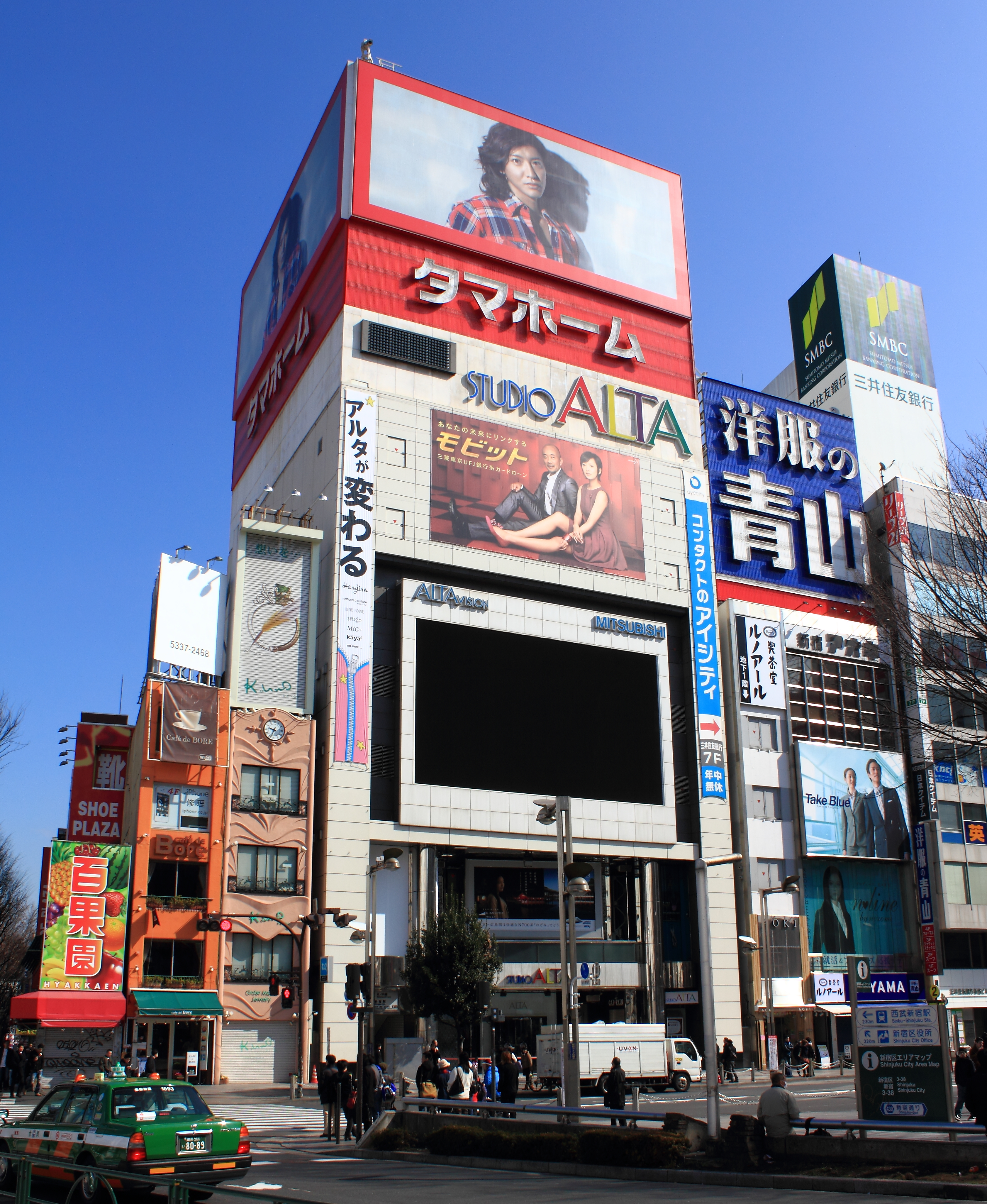
新宿ダイビル（新宿アルタ）